# Trolebuses en Argentina

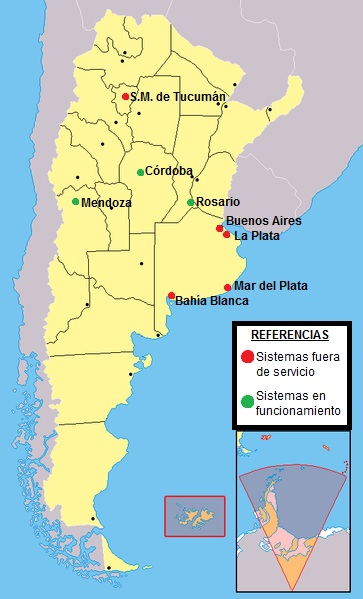

A lo largo del siglo XX se instalaron diferentes sistemas de trolebuses en Argentina. De los ocho sistemas que existieron, actualmente operan solo dos: en Córdoba y Rosario.

## Historia

### Fuera de servicio

#### Mendoza, el primer servicio
El 16 de octubre de 1913 se instaló la primera línea de trolebuses en la ciudad de Mendoza. Todo comenzó cuando la empresa South American Railless Traction Company, fundada en Londres en 1912, planeó instalar decenas de líneas en el continente: sólo construyó esta línea y funcionaba con solo una unidad. Tenía una extensión de tres kilómetros y dejó de funcionar en 1915.

#### Ciudad de Buenos Aires
Pasaron más de tres décadas para que vuelva a circular una línea. Fue recién en 1948 cuando el 4 de junio se habilitó la primera línea de la Ciudad de Buenos Aires, denominada A, que unía Plaza Italia y Puente Saavedra. Previamente se realizó primer viaje de prueba el 30 de enero de ese año entre la estación Centenario y Plaza Italia fijándose como fecha de apertura el 25 de mayo, hecho que ocurrió unos días después.
El 7 de abril de 1949 se prolongó esta línea por la avenida Maipú (Vicente López) hasta la estación Bartolomé Mitre. Ya en 1951 circulaban 80 unidades de trolebuses por la ciudad, que a fines del año llegaron a ser 130. En enero de 1952, quebrada la Comisión de Control de Transporte de la Ciudad de Buenos Aires, se hizo cargo del servicio de transportes la Administración General de los Transportes de Buenos Aires, que a partir del 11 de mayo del mismo año modificó la identificación del servicio por números. Así la  línea A pasó a denominarse 301, la B a 302, la C a 303 y la línea D pasó a numerarse 304.
En setiembre de 1952 llegaron al país 120 trolebuses Mercedes Benz de 11 metros de largo y 38 asientos. En pocos años la flota se incrementó notablemente.
En 1954 se inauguró la línea 310 desde Eduardo Madero y Avenida Córdoba hasta Vedia y avenida Del Tejar (hoy Avenida Ricardo Balbín). Esta línea estableció un servicio auxiliar que hacía un recorrido hasta la estación Urquiza. Funcionó hasta el 28 de febrero de 1966 y a partir del 2 de enero de 1969 fue reemplazado por el actual colectivo de la línea 140. 
Un año más tarde se proyectó la instalación de un servicio, que correría con el número 315, con recorrido desde el Correo Central hasta el cruce de Constituyentes y Republiquetas (hoy calle Crisólogo Larralde), pero no se llevó a cabo.
En 1958 se extendieron algunos recorridos y se creó la línea 325, que nacía en Avenida Córdoba y Eduardo Madero, pasaba por Chacarita y finalizaba en Vedia y avenida Del Tejar. Luego extendió su recorrido hasta Avenida de los Constituyentes y Republiquetas.
En 1962 el servicio eléctrico de transporte en la ciudad comenzó a decaer poco a poco, suprimiéndose líneas hasta llegar al año 1966, cuando el trolebús desapareció definitivamente de la ciudad tras 18 años de servicios.

#### La Plata
En diciembre de 1954, la capital de la provincia de Buenos Aires se adhiere a la lista de ciudades con servicio de trolebuses cuando se realiza el primer recorrido experimental. No fue hasta el 4 de junio de 1955 cuando se inauguró oficialmente la línea a cargo de la Administración General del Transporte de Pasajeros y el Consorcio de Transportes de Pasajeros de la Municipalidad de La Plata. A su primer recorrido, le decían la calesita y partía desde el sitio donde hoy se ubica la Terminal de Ómnibus, pasaba por la Estación La Plata del FC Roca, siguiendo la diagonal 80, luego Plaza San Martín, avenida 7, Plaza Italia y volviendo a su punto inicial por diagonal 74.
Más tarde logró extender su recorrido hasta Tribunales y barrio La Loma. A fines de 1966, conjuntamente con el servicio local de tranvías, se suprime el servicio en su totalidad.

#### Bahía Blanca
Corría el año 1954 cuando la ciudad de Bahía Blanca decidió sumar a su transporte un servicio de trolebuses. Este caso fue muy curioso ya que la red se proyectó y construyó. También habían llegado los coches que se presentaron a la población cuando comenzaron las pruebas en la red. 
Hasta que las autoridades municipales se llevaron una increíble sorpresa: descubrieron que el suministro eléctrico era insuficiente para mover los coches a una velocidad adecuada. Al no se posible solucionar el inconveniente, el servicio de trolebuses jamás fue inaugurado. Su línea aérea fue desmantelada a los meses siguientes y las unidades se inutilizaron, quedando guardadas en un galpón a la intemperie y siendo desmanteladas poco a poco. La única vez que uno de los coches circuló en las calles fue tirado mediante un tractor como medida de emergencia ante un paro del transporte público local que dejó a la ciudad sin colectivos durante una semana.

#### Tucumán
La ciudad de San Miguel de Tucumán estrenó su servicio el 23 de julio de 1955.  La red funcionó durante más de seis años, hasta el 2 de mayo de 1962. El día de inicio del servicio, casualmente, vecinos de sectores suburbanos de Villa Alem, solicitaban la restitución del servicio de ómnibus de la línea 2, que había sido suprimido por deficitario. 
Los colectivos transportaban en ese recorrido, además, a pasajeros que residían en Villa Amalia y en Los Vázquez, y a usuarios de la línea 10, que también había sido retirada de circulación a causa de las pérdidas que ocasionaba. 
Debido a estos antecedentes y la crítica situación que atravesaba el transporte público local, el trolebús fue bien recibido por la comunidad.
A menos de un año de inaugurarse la línea 102 en agosto de 1956, se amplió el recorrido hacia el oeste. Desde el Camino del Perú hasta el pie del cerro, en Yerba Buena. Así quedó conectada la "Ciudad Jardín" con la capital. Hasta 1929 había circulado el tranvía rural a vapor, inaugurado en 1916, con motivo del centenario de la Independencia. Este medio partía de la plaza Alberdi hasta la Ciudad Jardín.
A partir de 1958, el servicio de trolebuses sumó otra línea: la 101. El trazado era casi rectangular, iniciando desde la plazoleta Dorrego en el sureste de la ciudad y finalizando hasta el sector noroeste a una cuadra de los cuarteles militares del Ejército Argentino. 
Aunque un año antes, en 1957, se había licitado la explotación de tres nuevas líneas, ninguna de ellas llegó a funcionar.

#### Mar del Plata
La ciudad balnearia inauguró su sistema de trolebuses en 1956 contando con 19 unidades. Siete años después, en 1963, el servicio fue suprimido.

#### Mendoza segundo servicio

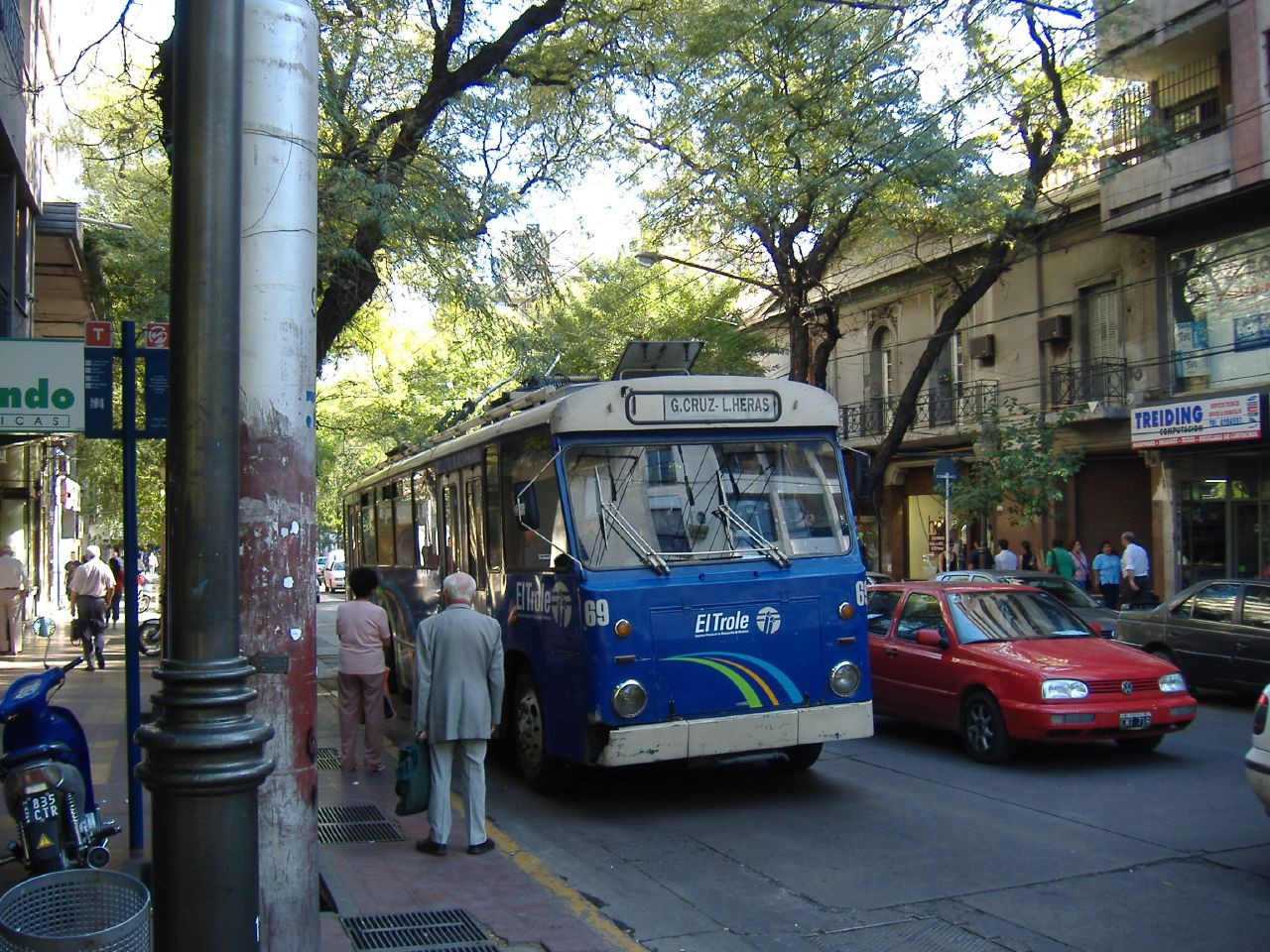
Unidad mendocina

Con seis líneas y 45 kilómetros de recorridos, el nuevo sistema, el segundo luego del fallido en 1913, nació mediante una ley, la número 825, en el año 1958 con el objetivo de que la ciudad y el Gran Mendoza tuviera como uno de los principales medios de transportes un sistema eléctrico, el sistema de trolebuses.
El 15 de febrero de 1958, desde la intersección de 9 de Julio y Necochea, el doctor Isidoro Bousquet dejaba inaugurado el sistema de trolebuses de Mendoza siendo la línea Parque la primera en iniciar las actividades de la Empresa. La línea número uno hacía el mismo recorrido de la actual línea del ”Parque” (calles 9 de julio, Colon, Arístides Villanueva, Boulogne Sur  Mer, Jorge A. Calle, Perú y Godoy Cruz).
El servicio de trolebuses fue prestado por unidades canadienses y e por unidades alemanas de finales de los años 1970  que reemplazaron parcialmente a los trolebuses rusos "Uritzky" adquiridos en 1984 y a los antiguos coches japoneses "Toshiba" de finales de los años 1950.
El tendido eléctrico aéreo por catenaria solo se conservo en recorrido centro parque como valor patrimonial y por si se vuelven en algún momento a reimplantar el servicio de trolebuses como valor patrimonial ,el resto del tendido eléctrico fue desmantelado. 
El servicio de trolebuses de Mendoza dejó de funcionar en 2020.

#### Rosario en funcionamiento

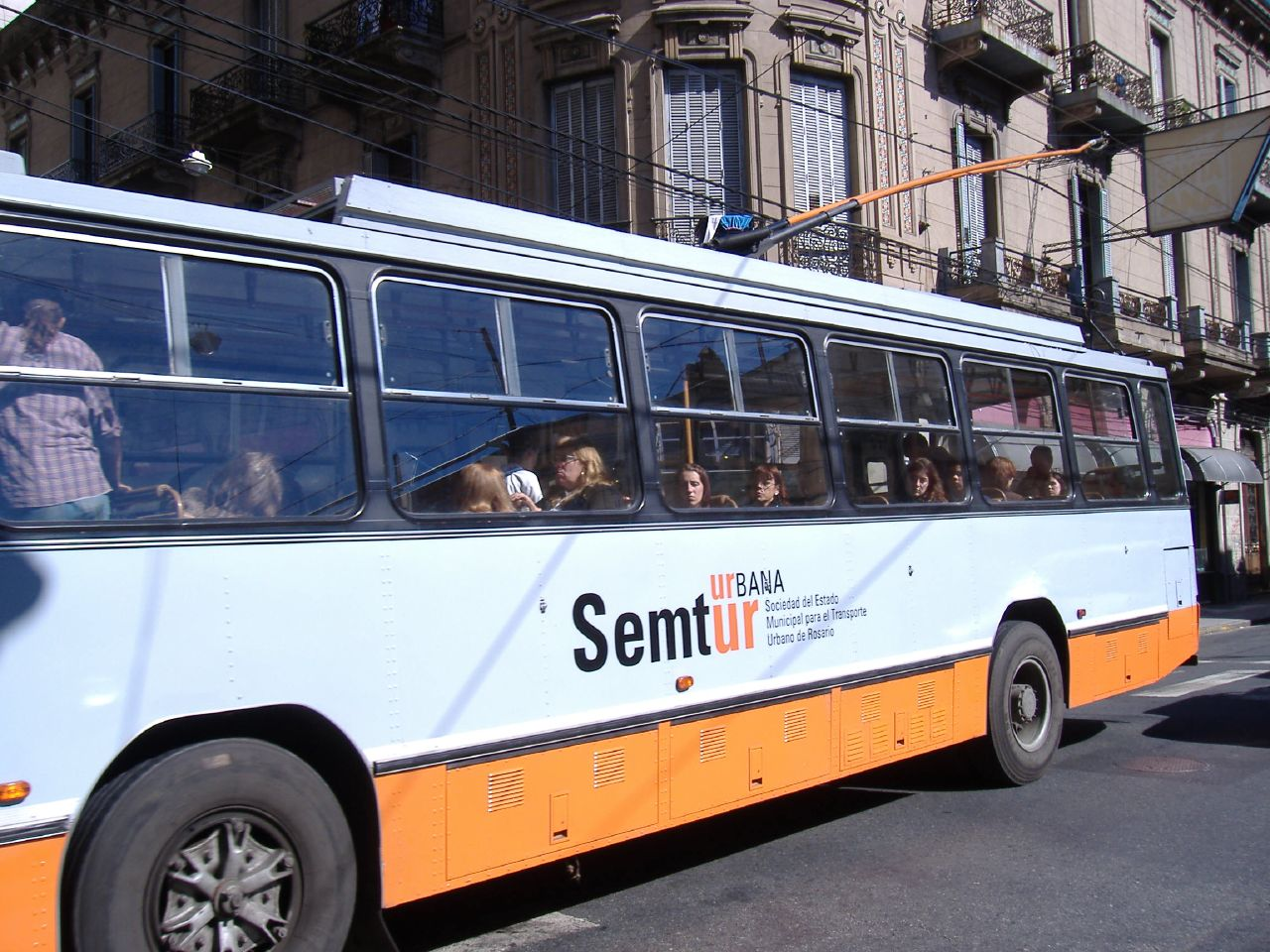
Trolebús de la Línea K a su paso por la esquina de Mendoza y Sarmiento.

La principal ciudad santafesina inauguró su sistema de trolebuses pocos meses después de Mendoza, el 19 de junio de 1958. 
Eran 10 unidades alemanas MAN que atendían a la primera línea G. Esta unía la Plaza Sarmiento con la intersección de Av. San Martín y Saavedra, lugar en el que existía una mini terminal para hacer combinaciones hacia la zona sur. Con el tiempo se extendió hasta Salta y Paraguay, luego llegó a calle San Nicolás, y dos años después hasta la Estación Terminal de Ómnibus Mariano Moreno.
A fines de 1959, se compran 40 unidades al consorcio italiano FIAT-ALFA ROMEO-CGE y el 15 de abril de 1960 se habilita la nueva línea H, con un recorrido que iba desde la Plaza Sarmiento hasta el límite norte de la ciudad con Granadero Baigorria.
En el último semestre de 1961 fueron llegando los flamantes Fiat permitiendo ampliar la red con la creación de nuevas líneas. Para reforzar el servicio de la línea H, en septiembre de 1961 se incorpora la línea J que unía la Plaza Sarmiento con la Plaza Alberdi.
El 3 de diciembre de 1961 se inicia la Línea K (la única que queda en servicio), con un recorrido desde la esquina de Necochea y Av. Pellegrini hasta Mendoza y Nicaragua.Su flota estuvo compuesta enteramente por unidades Fiat.
Al igual que lo ocurrido con la H, la K también experimentó una fuerte demanda lo que motivó a implementar el 8 de enero de 1962 la línea L que desde Pellegrini y Necochea llegaba hasta Bv. Avellaneda y Mendoza. Por petición de los vecinos, en 1964 amplía su recorrido hasta Paraná y 9 de Julio frente a la Estación Rosario Oeste del FFCC General Belgrano.
En 1967 para optimizar el uso de la flota se fusionan las líneas G y J, originando la línea M para unir San Martín y Muñoz con la Terminal de Ómnibus (Santa Fe-Cafferata). Así entonces quedarían las líneas M, H y K funcionando con 45 unidades en total.

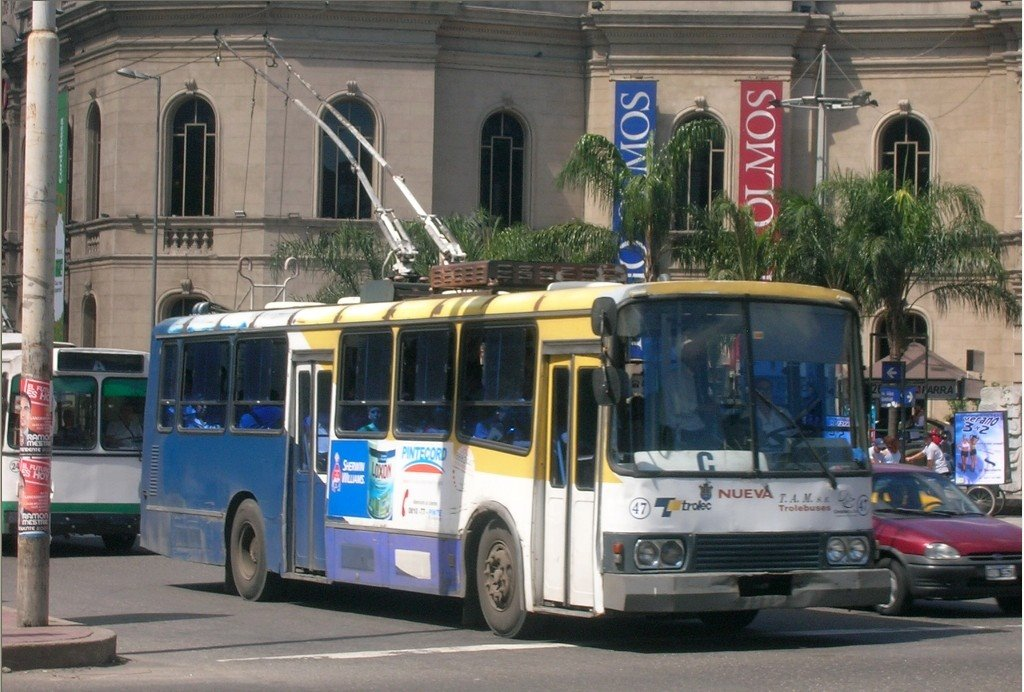
Trolebús de origen chino de Córdoba.

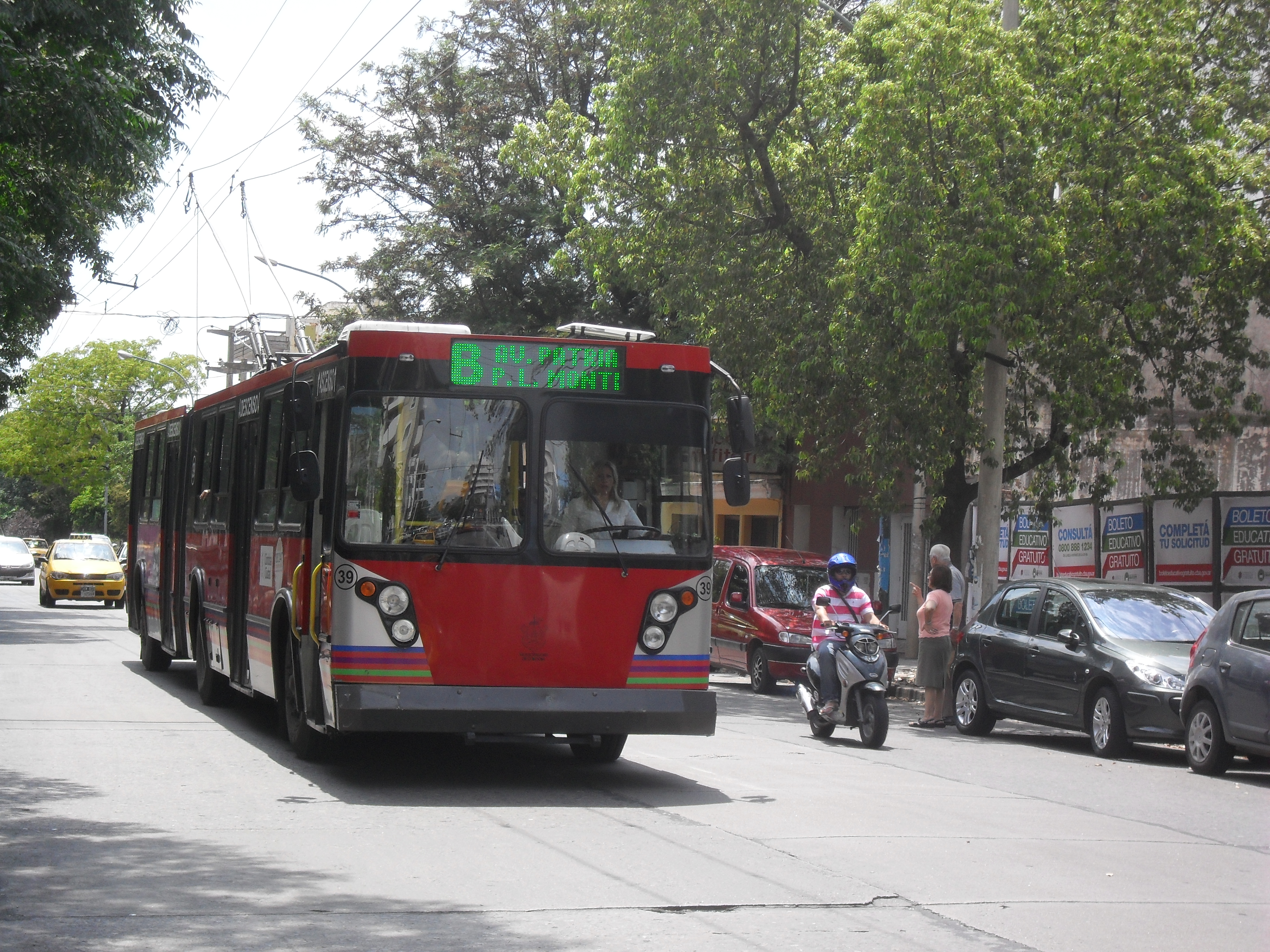
Trolebús moderno de la línea B en B°Gral. Paz, Córdoba.

Tras el Rosariazo se destruyen 8 unidades Fiat, 3 MAN y otras 14 quedan con daños de distinta consideración. A raíz de estos sucesos se suprime la línea H hasta 1971 cuando se reincorporan nuevas unidades, y tan solo las 32 unidades sobrevivientes cubren los servicios de las líneas K y M.e
En 1979, durante la dictadura militar (1976-1983) el servicio de trolebuses es privatizado. Aproximadamente en mayo de 1980, la empresa concesionaria incorpora 5 coches soviéticos ZIU de gran tamaño con tres puertas, pero es muy poco el tiempo en que prestan servicio (muy mal mantenidos, en 1984 se desguazan).
Las malas inversiones de la prestataria y la falta de mantenimiento hacen que los trolebuses fueran decayendo en calidad de servicio y mantenimiento, siendo reemplazados paulatinamente por colectivos. Finalmente, el 31 de diciembre de 1992 circulan por última vez en esta primera etapa los trolebuses en la línea K, última que quedaba en servicio.

#### Córdoba en funcionamiento
La Docta es quién cuenta con el servicio más moderno. Fue la última ciudad del país en contar con su propia red de troles.
Nació como parte de un ambicioso proyecto municipal de mejoramiento del trasporte público. La firma soviética «VVO Technoexport» se encargó de la instalación llave en mano de los primeros trolebuses marca ZiU. En 1990 se incorporan los trolebuses rusos articulados con tecnología de tiristores, que aseguran un manejo más sereno de la unidad. Para el año 1992 había 32 trolebuses simples y 12 articulados marca ZiU.
Tras pasar por manos de cuatro empresas distintas, a fines de 2007 la empresa municipal TAMSE dispone de 34 trolebuses en funcionamiento y 2 en proceso de recuperación para cubrir las líneas A, B y C. Una particularidad es que los trolebuses de Córdoba son conducidos exclusivamente por mujeres.

### En proyecto

#### Florencio Varela
Recientemente se comenzó a buscar poner en funcionamiento este medio de transporte en la ciudad de Florencio Varela aprovechando que las empresas rusas Kamaz S. A. S. y Trolza S.A. instalarán una planta en el Parque Industrial y Tecnológico de ese distrito.